# Antenore (nome)
Antenore  è un nome proprio di persona italiano maschile.

## Varianti in altre lingue
- Catalano: Antènor
- Ceco: Anténór
- Esperanto: Antenoro
- Francese: Anténor[2]
- Greco antico: Ἀντήνωρ (Antenor)[2]
- Greco moderno: Αντήνορας (Antīnoras)
- Inglese: Antenor
- Latino: Antenor, Anthenor[1]
- Polacco: Antenor
- Russo: Антенор (Antenor)
- Slovacco: Anténor
- Spagnolo: Antenor
- Tedesco: Antenor
- Ungherese: Anténór

## Origine e diffusione
Deriva dal greco Ἀντήνωρ (Antenor); è composto da ἀντί (anti, "contro" o "invece") e ἀνήρ (aner, "uomo", "maschio"), quindi può essere interpretato come "colui che combatte [contro l'uomo]".
È presente nella mitologia greca, dove Antenore è un consigliere di Priamo durante la guerra di Troia.

## Onomastico
L'onomastico si può festeggiare il 1º novembre, giorno di Ognissanti, poiché il nome non possiede santo patrono ed è quindi adespota.

## Persone
- Antenore, scultore greco antico
- Antenore di Creta, scrittore greco antico
- Antenore Belletti, artigiano italiano
- Antenore Marmiroli, calciatore e allenatore di calcio italiano
- Antenore Negri, atleta italiano
- Antenore Reali, baritono italiano

### Varianti
- Antenor Lucas, vero nome di Brandãozinho, calciatore brasiliano

## Il nome nelle arti
- Antenòr è il protagonista dell'omonima canzone di Francesco Guccini, tratta dall'album Metropolis.